# Bernd Rümmelein
Bernd Rümmelein (* 1966 in Stuttgart) ist ein deutscher Fantasy-Autor.

## Leben
Bernd Rümmelein studierte Jura und Betriebswirtschaftslehre und ist als Unternehmensberater tätig.

## Auszeichnungen
- Wolfgang-Hohlbein-Preis 2009
- Deutscher Phantastik Preis 2008, 3. Platz i.d. Kategorie "Beste deutsche Kurzgeschichte"

## Werke
- Kryson Serie (2009–2013)
  - Die Schlacht am Rayhin (2009)
  - Diener des dunklen Hirten (2009)
  - Zeit der Dämmerung (2009)
  - Das verlorene Volk (2010)
  - Das Buch der Macht (2011)
  - Tag und Nacht (2013)
- Kurzgeschichten
  - Des Kriegers Herz (2008)
  - Dein Name sei Antobaal (2010) in der Anthologie Advocatus Diaboli: Düstere Phantastik (Hrsg. Alisha Bionda)
  - ein Beitrag in der Anthologie Krieger (2013, Hrsg. Ann-Kathrin Karschnick)